# Ремашта (приток Большого Инзера)
Ремашта (баш. Рәмәште) — река в России, протекает по Белорецкому району Башкортостана. Приток Большого Инзера. Река находится в 135 км от истока Большого Инзера.
Близ устья реки находится одноимённая деревня.

## Название реки
Название реки происходит от угорского субстратного гидронима 'Римәш', к которому добавлен аффикс -ты (вариант общетюркского -лы).